# Shawbost Free Church

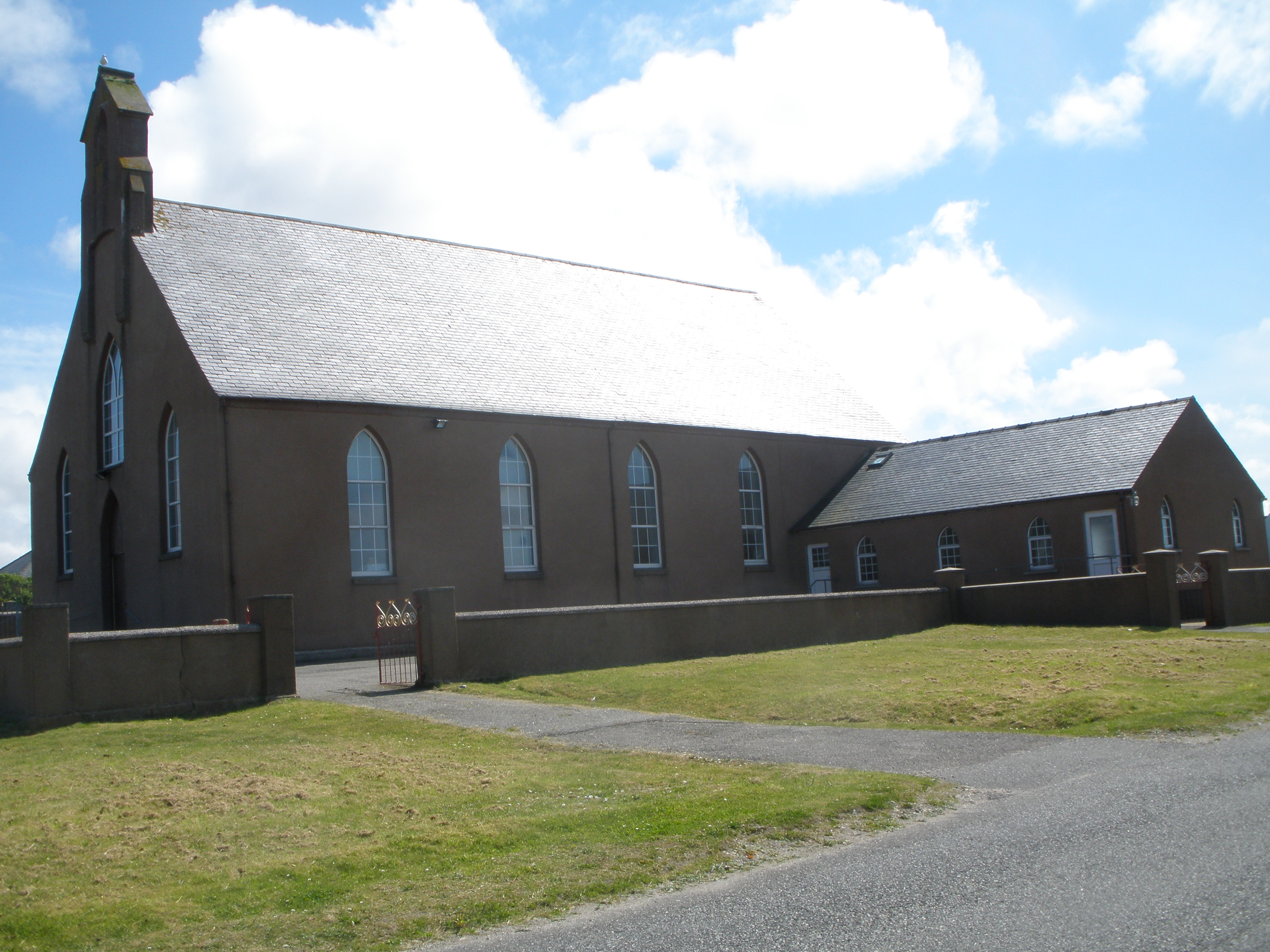
Shawbost Free Church

Die Shawbost Free Church ist ein Kirchengebäude der Nachfolgeorganisation der presbyterianischen United Free Church of Scotland in der Ortschaft Shawbost auf der schottischen Hebrideninsel Lewis and Harris. 1993 wurde das Gebäude in die schottischen Denkmallisten in der Kategorie C aufgenommen.

## Beschreibung
Aufgrund augenscheinlicher architektonischer Parallelen, wird vermutet, dass die Shawbost Free Church im Bauzeitraum der 1884 errichteten Carloway Free Church entstand. Historic Scotland gibt schlüssig die 1880er Jahre an. Sie befindet sich abseits der A858 am Übergang von Shawbost nach North Shawbost.
Die längliche Saalkirche ist schlicht neogotisch mit Spitzbogenfenstern ausgeführt. Das Hauptportal ist zentral in die westexponierte Hauptfassade eingelassen; darüber ein Spitzbogenfenster mit schlichtem hölzernen Maßwerk und ein giebelständiger Dachreiter mit offenem Geläut. Die Seitenfassaden sind fünf Achsen weit. Die Fassaden der Shawbost Free Church sind modern verputzt. Das abschließende Satteldach ist schiefergedeckt. Bei dem von der Südfassade rechts abgehenden Trakt handelt es sich vermutlich um einen späteren Anbau.